# اوتلا
اوتِلا (به فنلاندی: Uutela) یک منطقهٔ مسکونی در فنلاند است که در هلسینکی واقع شده‌است. اوتلا ۱٫۳۵ کیلومتر مربع مساحت و ۱۵ نفر جمعیت دارد.